# Ross, Skye and Lochaber (circonscription du Parlement britannique)
Ross, Skye and Lochaber est une circonscription électorale britannique située en Écosse.

Carte de la circonscription.